# Andrea Gasbarroni
Andrea Gasbarroni, italijanski nogometaš, * 6. avgust 1981, Torino, Italija.
Sodeloval je na nogometnemu delu poletnih olimpijskih iger leta 2004 in osvojil bronasto medaljo.